# Petro-pavlovský půst

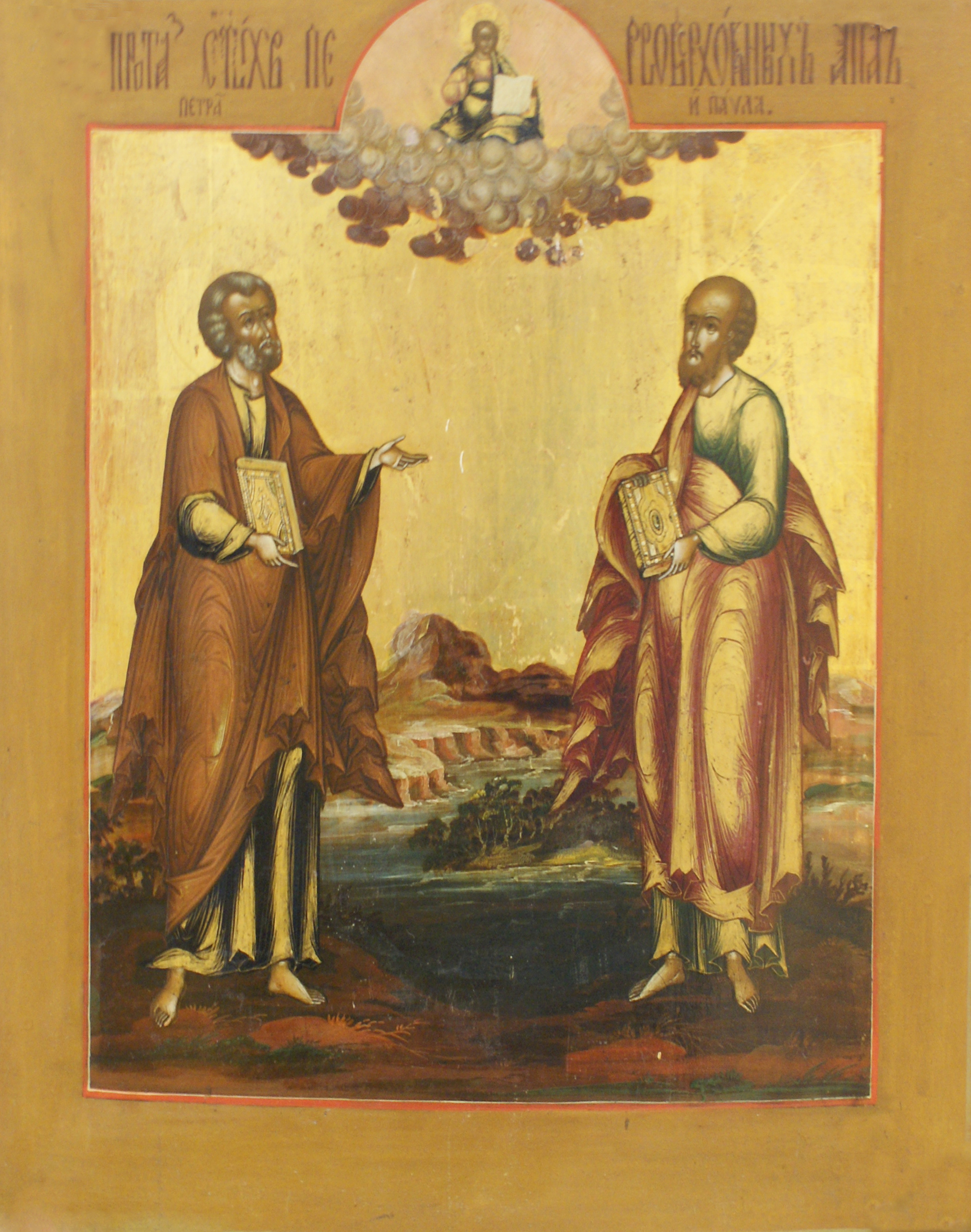
Ikona svatých Petra a Pavla, Rusko, 19. století

Petro-pavlovský půst nebo Apoštolský půst (lidově také Petrovka) je jedním z postních období křesťanských církví byzantského ritu.
Začíná v pondělí po Neděli Všech svatých a pokračuje do svátku svatých, slavných a nejvyšších apoštolů Petra a Pavla (29. červen). Vzhledem k tomu že datum na který připadá Neděle Všech svatých, je závislý na datu Paschy, délka petropavlovského postu není v každém roce stejná.